# De drie Vlasblommen
De drie Vlasblommen is een monumentaal woonhuis in de Nederlandse stad Groningen.

## Geschiedenis
Het oudste deel van het huis werd in de middeleeuwen gebouwd. Rond 1660 werd het ingrijpend verbouwd, vermoedelijk in opdracht van Hester van den Broecke, weduwe van Reinder Dercks Vlasbloem. Het huis zou zijn vernoemd naar hun drie kinderen. De gevel van de bovenverdiepingen wordt geleed door vier pilasters, waarboven in de 19e eeuw een rechte kroonlijst werd aangebracht. Op een gevelsteen in het middenstuk zijn drie vlasbloemen met daaronder de naam 'vlasblom' afgebeeld.
Midden negentiende eeuw woonde de koopman en latere burgemeester Jan Slot in het huis. Van 1899 tot 1911 werd het pand bewoond door hoogleraar Ursul Philip Boissevain. Boissevain liet architect Berlage een nieuwe tuinkamer bouwen, waarvoor een deel van de toenmalige keuken (achter Pakhuis Eem) werd gebruikt. Het pand heeft nog steeds een woonfunctie en is een erkend rijksmonument.